# Cerámica apulia

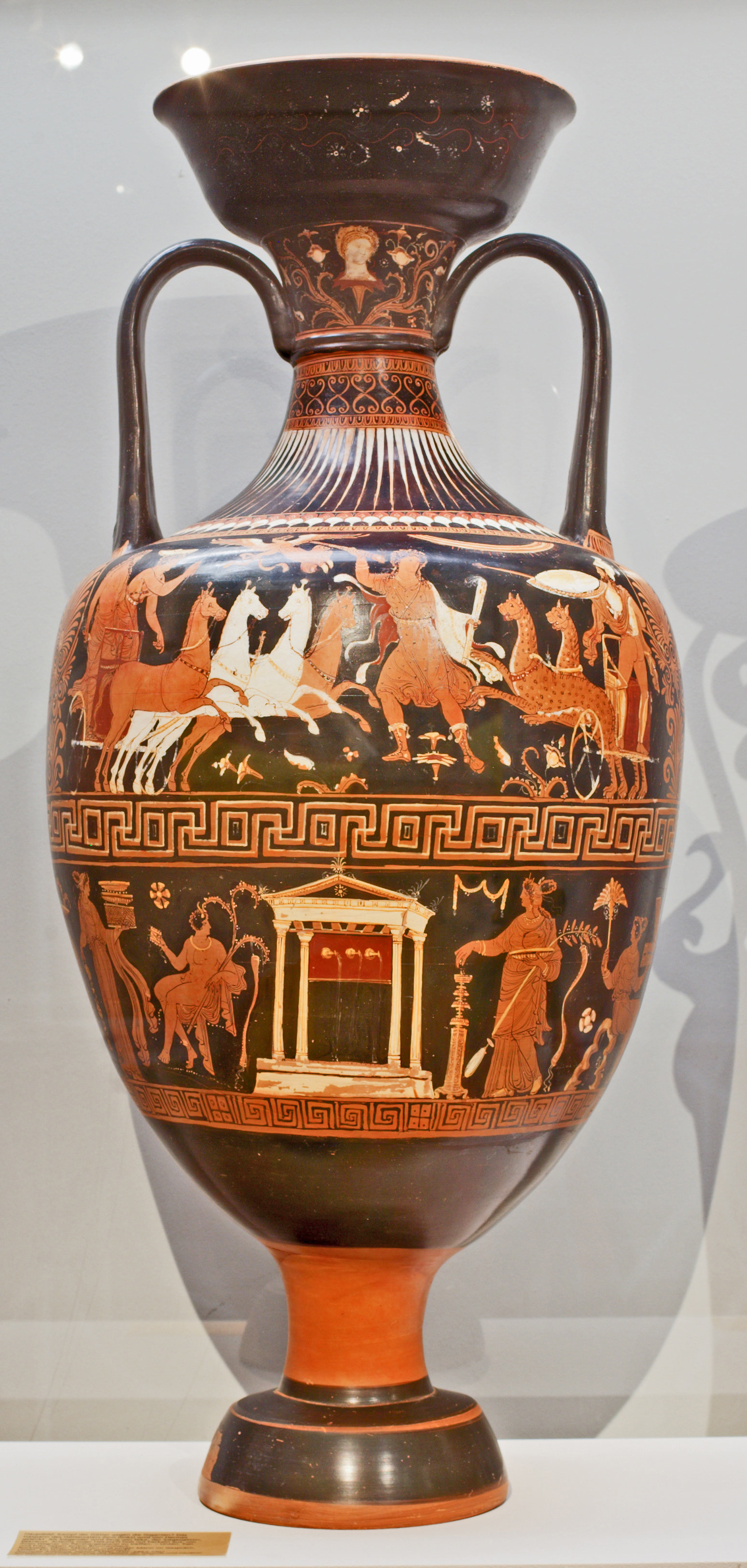
Ánfora apulia del Pintor de Darío, c. 350 a. C. El “equipo” de Zeus (izquierda) está liderado por Hermes. Zeus, el ganador, es coronado por Nike. Una diosa (Artemisa o Hécate) emerge con antorchas para enfrentarse al equipo contrario. Por debajo: Pan y una mujer a cada lado de una fuente. Múnich.

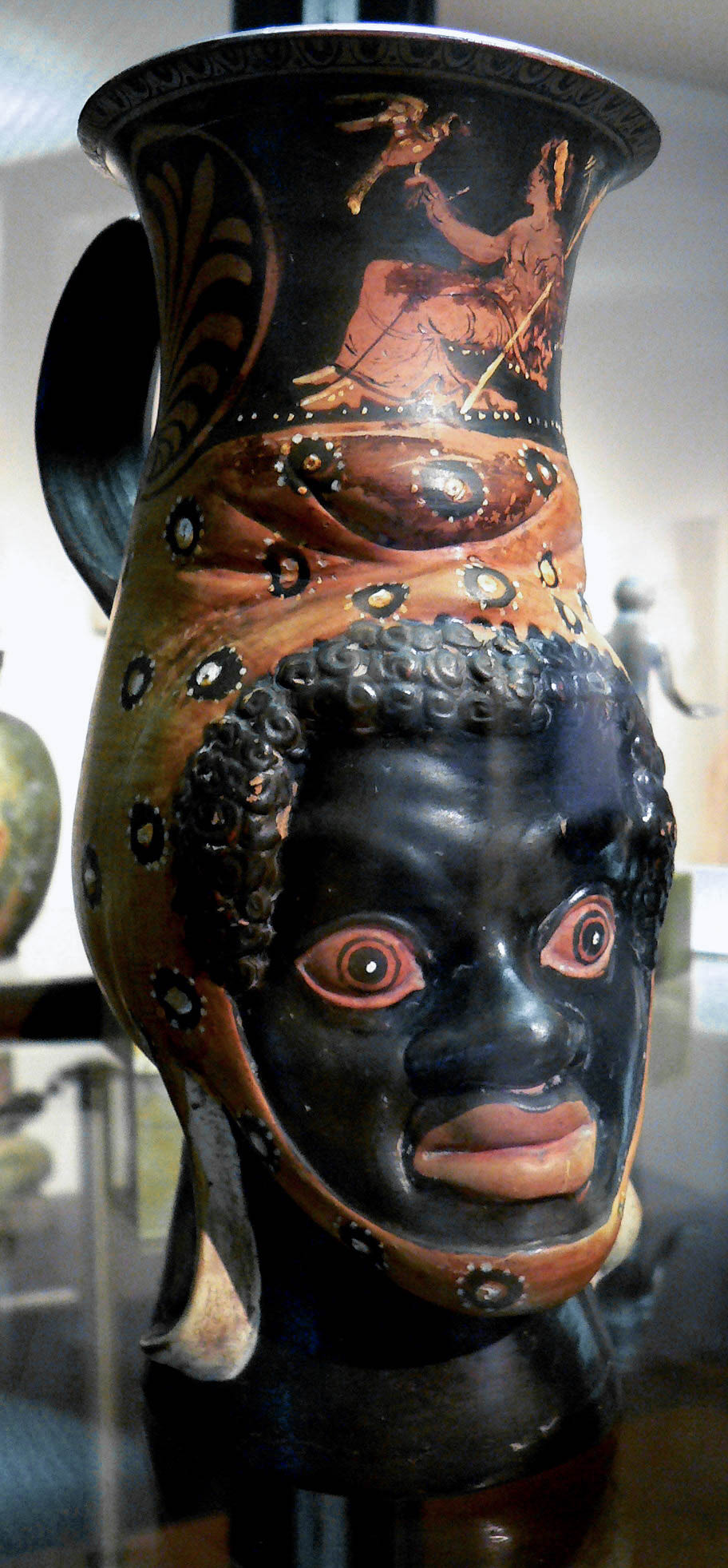
Olpe, Cabeza de etíope, 320 a. C. H. 20 cm., círculo del Pintor de Darío. Departamento de Monedas, Medallas y Antigüedades de la Biblioteca Nacional de Francia.

La cerámica apulia es el nombre que se da a las antiguas cerámicas producidas en Tarento y Apulia, entre los años 430 y 300 a. C.; al haberse difundido ampliamente en el sur de Italia, la cerámica apulia es una de las principales escuelas estilísticas y técnicas de las producciones italianas que surgieron a finales del siglo V a. C. en las colonias griegas de Italia, antes de su gradual declive y sustitución por producciones campanienses en el siglo III a. C.

## Orígenes
El centro de producción era Tarento, la única gran colonia griega en Apulia. Hay dos estilos, el estilo simple y el estilo ornamental: el primer estilo utiliza el color solo como acento y se encuentra principalmente en la decoración de cráteras campaniformes, cráteras con columnas y vasos medianos (hidrias, pélices). La ornamentación es mínima y la composición generalmente implica menos de cuatro figuras (por ejemplo en el Pintor de Sísifo  o el Pintor de Tarporley). Los temas principales son de inspiración mitológica, pero también hay rostros de mujeres, guerreros en la batalla o en la partida, y el tíaso dionisíaco. Por el contrario, a menudo son hombres jóvenes drapeados. Hacia mediados del siglo IV a. C., algunos artistas (como el Pintor de Varrese) practicaron el estilo ornamental.

## Tipología de los vasos
Los maestros del estilo ornamental mostraron una preferencia por la decoración de grandes vasos, como cráteras de volutas, ánforas, lutróforos o hidrias, que les ofrecían un espacio donde podían dar plena expresión a su trabajo. La superficie del vaso, dividida en zonas, a veces contiene hasta veinte figuras. Los colores (dominados por el rojo, el blanco y el amarillo dorado) se utilizan en abundancia. Aunque al principio los vasos estaban todavía pobremente decorados, alrededor del segundo cuarto del siglo IV a. C. los pintores comenzaron a cubrir las paredes y las partes secundarias con decoraciones ornamentales. En esta época aparecieron las representaciones en perspectiva: se trata de edificios, a menudo el palacio del Inframundo, y los naiskoï. Luego, a partir del año 360 a. C., las escenas de visitas a la tumba con ofrendas se multiplicaron: el artista a menudo representaba una tumba estilizada o figuras agrupadas alrededor de una estela. Los artistas más importantes de este movimiento son el Pintor de la Iliupersis, el Pintor de Licurgo, el Pintor de Darío  y el Pintor de Baltimore. El Pintor del Inframundo es el compañero de estudio más importante del Pintor de Darío. Se atribuyen a este taller más de 2000 vasos, alrededor del 20% de todos los vasos de figuras rojas de Apulia.

## Motivos decorativos
Los temas más frecuentes tomados de la mitología son los banquetes de los dioses, la guerra de las Amazonas, Belerofonte y Heracles, así como escenas del ciclo troyano. Además, hay episodios de leyendas que están poco representados en el resto del arte antiguo. Varias escenas, con motivos dionisíacos o eróticos, forman parte de la cultura funeraria y el culto a los muertos de los antiguos pueblos del Mediterráneo. Es principalmente gracias a la pintura de vasos que se puede tener una idea de las antiguas representaciones del Más Allá. Los rostros femeninos que parecen florecer de un botón o caber entre dos filas son parte del mismo simbolismo. A veces estos rostros femeninos son reemplazados por los de Pan, Hermes u orientales. Hacia la segunda mitad del siglo IV a. C., se pusieron de moda las escenas de bodas, los retratos de mujeres o las escenas eróticas. Incluso se pueden ver escenas teatrales (tanto tragedias como farsas, o farsas flíacas) en los vasos de Apulia y otros vasos de la Magna Grecia, mientras que nunca se ven en los vasos áticos. Al mismo tiempo, después del 370 a. C., las escenas de la vida cotidiana y los atletas desaparecieron casi por completo del repertorio pictórico.
La expresión de los sentimientos a veces incluso se manifiesta en los rostros. Es el caso de la crátera de volutas atribuida al pintor de Varrese, conservada en el Museo de Boston, que muestra a Aquiles y Fénix con rostros marcados por la desolación, sobre el cuerpo decapitado de Tersites.
El estilo ornamental de Apulia influyó en algunas de las otras escuelas regionales de figuras rojas, quizás a través de los movimientos de los artesanos. Además de la cerámica de figuras rojas, también producían cerámica negra con barniz negro con pintura superpuesta (vasos de Egnacia, Grupo Xenon) y vasos policromados pintados en mate (vasos de Canosa).
|  |